# Polygala humbertii
Polygala humbertii là một loài thực vật có hoa trong họ Polygalaceae. Loài này được H. Perrier miêu tả khoa học đầu tiên năm 1932.